# Амфотерні оксиди
Амфоте́рні окси́ди — це солетворні оксиди, які можуть проявляти як кислотні, так і осно́вні властивості.

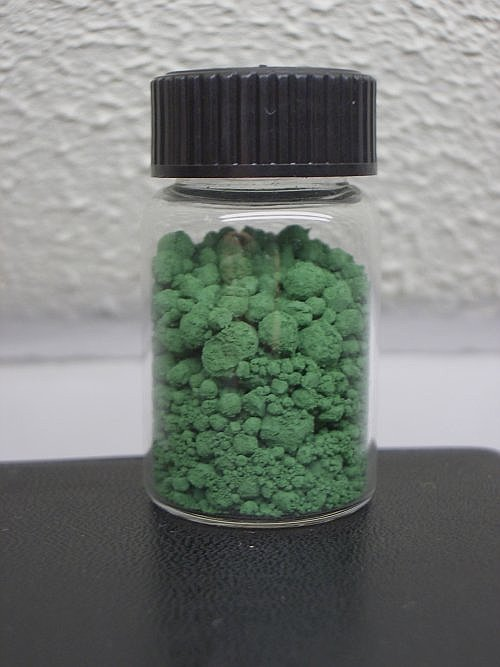
Оксид хрому(III)

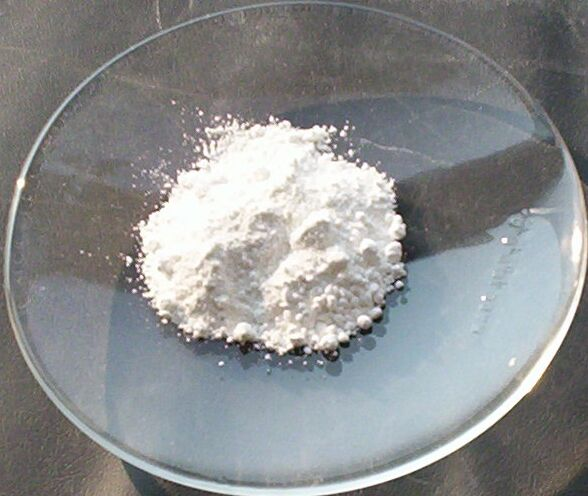
Оксид цинку

Амфотерні оксиди утворюються деякими d-елементами і металічними p-елементами періодичної системи у валентностях III або IV (рідше II). До поширених амфотерних оксидів належать оксид цинку ZnO, оксид хрому Cr2O3, оксид алюмінію Al2O3, оксиди свинцю PbO та PbO2, оксиди стануму SnO і SnO2.

## Хімічні властивості
Амфотерні оксиди проявляють основні властивості у реакціях із кислотами, в яких утворюються солі цих кислот і вода. Наприклад:
{\displaystyle \mathrm {ZnO+H_{2}SO_{4}\rightarrow ZnSO_{4}+H_{2}O} }
Проявом кислотних властивостей амфотерних оксидів є їхня здатність реагувати з основами. Ці реакції можуть протікати у розплаві, наприклад:
{\displaystyle \mathrm {ZnO+2NaOH\rightarrow Na_{2}ZnO_{2}+H_{2}O\uparrow } }
або у розчині, в цьому випадку утворюються комплексні солі, наприклад:
{\displaystyle \mathrm {ZnO+NaOH+H_{2}O\rightarrow Na[Zn(OH)_{3}]} }
Також реагують із солями летких кислот при сплавленні:
{\displaystyle \mathrm {CaCO_{3}+TiO_{2}\rightarrow CaTiO_{3}+CO_{2}\uparrow } }
{\displaystyle \mathrm {Na_{2}CO_{3}+Cr_{2}O_{3}\rightarrow NaCrO_{2}+CO_{2}\uparrow } }
З водою амфотерні оксиди не взаємодіють.